# Macroceromys aterrima
Macroceromys aterrima is een vliegensoort uit de familie van de Xylomyidae. De wetenschappelijke naam van de soort is voor het eerst geldig gepubliceerd in 1903 door Johnson.